# Inrotulierung

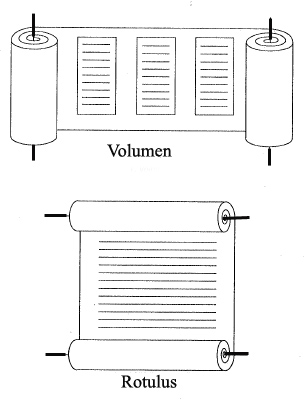
Unterschied zwischen Volumen und Rotulus

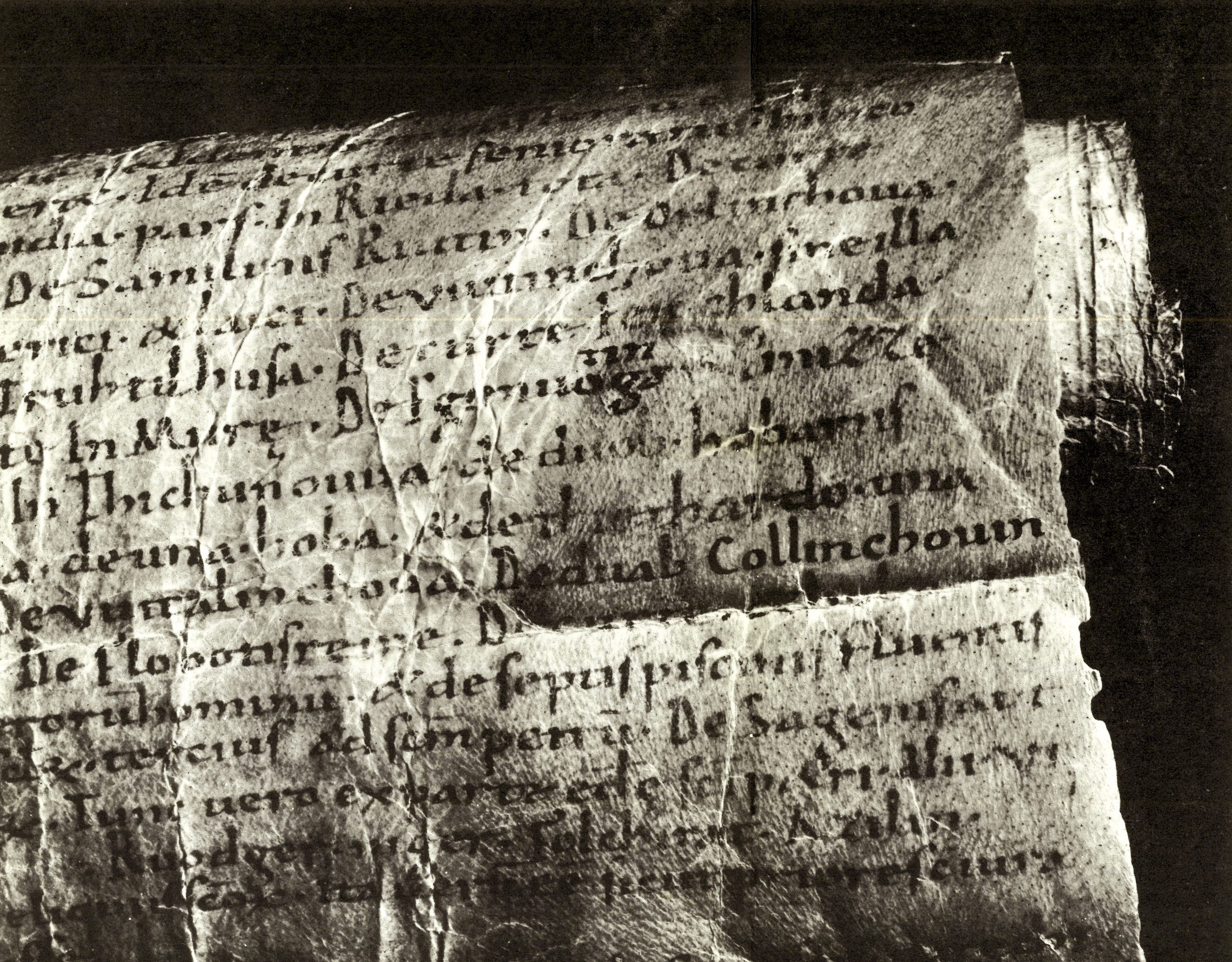
Erste Erwähnung Zollikons im Rotulus vom 28. April 946

Die Inrotulierung (auch Inrotulirung) war ein Begriff in der Kanzleisprache und bedeutete die förmliche Aufnahme von Schriftstücken in den Gerichtsakt im Rahmen eines schriftlichen Prozesses und im Rahmen eines formellen Verfahrens.

## Herleitung des Begriffs
Die Schriftrolle (auch Buchrolle oder Volumen genannt) ist eine beschriftete Papyrus- oder Pergamentbahn in Rollenform und die typische Buchform des Altertums. Im Mittelalter wurden Schriftrollen aus Pergament vor allem noch für Verzeichnisse in der Verwaltung verwendet, zunächst für Güterverzeichnisse, dann auch für Verhandlungsprotokolle und andere lange Aufzeichnungen, die abschnittsweise entstanden.
Diese Rotulus/Rotuli sowie die davon abstammenden deutschen Bezeichnungen Rodel und Rödel (auch das Wort Rolle stammt von lateinisch rotulus und rotula ab). hatte die Funktion, wie sie heute Akten haben.
Die Verwendung des Wortes in Liechtenstein, Österreich und Tschechien aufgrund der Allgemeinen Gerichtsordnung war noch bis ins 19. Jahrhundert gebräuchlich, in Deutschland bereits in der Neuzeit rückläufig.

## Inrotulierung nach der AGO
Bei der Inrotulierung nach der Allgemeinen Gerichtsordnung (AGO), §§ 238 – 246, wurden die für das schriftliche Verfahren relevanten Schriftsätze und Beilagen von und vor einer Gerichtsperson bezeichnet und zusammengelegt, und diese Zusammenstellung (Collationierung) bildete die einzig rechtswirksame Grundlage für die gerichtliche Entscheidung.
Die Gerichtsperson, vor der die Akten-Inrotulierung bei der Inrotulierungs-Tagsatzung stattfand, hatte darüber ein genaues Protokoll anzufertigen und die Inrotulierung in ein eigenes Tagebuch einzutragen. Teilweise war die Akten-Inrotulierung auch vor dem erkennenden Richter und einem Kanzleimitarbeiter des Gerichtes erforderlich. Jede Partei hatte dabei die Schriftsätze und Beilagen (Beweismittel), die ihr von der Gegenseite zugestellt worden sind, einzulegen, wobei im Regelfall nicht die Originale vorzulegen waren. Die Klage erhielt dabei die Bezeichnung I. die Einrede II., die Replik III., die Duplik IV., eine Schlussschrift V. und die Gegenschlussschrift VI. Die Beilagen waren beim Kläger jeweils zu seinem entsprechenden Schriftsatz zuzuordnen und mit Buchstaben zu bezeichnen, die des Beklagten mit Ziffern.
Die Akten-Inrotulierung fand am normalen Gerichtstag zu den üblichen Öffnungszeiten in einer speziellen Inrotulierungstagsatzung statt, die zuvor ausgeschrieben wurde und zu der beide Parteien bzw. deren Vertreter geladen wurden und auch erscheinen mussten. Erschien eine der Parteien oder Vertreter nicht, so war die andere, erschienene Partei berechtigt auch die eigenen Schriftsätze und Beilagen (Beweismittel) einzulegen und gegen die nichterschienene (contumacierte) Partei konnte eine Strafe verhängt werden (Kontumazentscheidung). Es war aber auch möglich in bestimmten Fällen die Inrotulierungs-Tagsatzung auf einen anderen Termin zu erstrecken, wenn die erschienene Partei darin einwilligte oder dies beantragte.
In der Inrotulierungstagsatzung wurde über die eingelegten Schriftsätze und Beilagen ein genaues und verlässliches Verzeichnis, der sog. Rotulus directorium, angefertigt und von der verhandlungsleitenden Gerichtsperson und den Parteien unterzeichnet. Das Rotulus directorium konnte auch von einer oder beiden Partei(en) bereits fertig verfasst mitgebracht werden. Nach der Inrotulierungstagsatzung war das weitere vor- und einlegen von Schriftstücken oder Beilagen verboten. Dieses System diente der formellen Beweisvorlage aber auch dem Schutz der Akten vor Verfälschungen bzw. nicht nachvollziehbaren Änderungen, nachdem die Beweisurkunden dem Gericht vorgelegt und in das Gerichtsverfahren aufgenommen worden sind.
Die Kosten für die Akten-Inrotulierung hatten grundsätzlich beide Parteien zu erlegen (Inrotulierungs-Taxe).
Im mündlichen Verfahren hingegen, fand keine Akten-Inrotulierung statt. Erst dann, wenn nach dem Urteil aus einem mündlichen Verfahren ein Rechtsmittel erhoben wurde, wurden die Akten für das Appellations- oder Revisionsinstanz inrotuliert. Beim Verfahren vor der dritten Instanz wurden Akten niemals inrotuliert. Im mündlichen Verfahren wurden die von den Parteien gelegten Beilagen in einem Verzeichnis (Rotulum) durch den erkennenden Richter erfasst und dieses von den Parteien unterzeichnet und dem Protokoll beigeschlossen. Auch dies diente dem Schutz der Akten vor Verfälschungen bzw. nicht nachvollziehbaren Änderungen, nachdem die Beweisurkunden beim Gericht vorgelegt und in das Gerichtsverfahren aufgenommen worden sind.

## Exrotulierung nach der AGO
Das Gegenteil der Inrotulierung war die Exrotulierung (Ausscheidung von Aktenteilen aus dem Gerichtsakt). Dabei wurden jeder Partei die von ihr eingelegten Schriftsätze und Beilagen vom Gericht auf deren Antrag zurückerstattet. Während die Inrotulierung z. B. in der Allgemeinen Gerichtsordnung Österreichs, der Westgalizischen Gerichtsordnung oder der Civil- und Militär-Jurisdictionsnorm genau geregelt war, wurden über die Exrotulierung kaum schriftliche Regelungen durch den Gesetzgeber getroffen. Auch die Exrotulierung wurde genau verzeichnet.
Die bei einem mündlichen Verfahren aufgenommenen Beilagen in den Gerichtsakt wurden hingegen extrahiert (sofern kein Rechtsmittel eingelegt worden war).